# Preobraschenskoje (Adygeja)
Preobraschenskoje (russisch Преображенское) ist ein Dorf (selo) in Südrussland. Es gehört zur Republik Adygeja und hat 1504 Einwohner (Stand 2019). Im Ort gibt es 19 Straßen.

## Geographie
Das Dorf liegt 4 km nordwestlich des Dorfes Beloje, 10 km südöstlich des Dorfes Krasnogwardeiskoje. Beloje ist der nächstgelegene ländliche Ort.